# Библиотека Мисиньша
Библиоте́ка Ми́синьша — одна из рижских библиотек, подразделение Академической библиотеки Латвийского университета. Известна как старейшая в мире научная латышская библиотека, наиболее обширное и полновесное собрание книг и периодических изданий разной (но в основном научной) тематики на латышском языке. Фонды библиотеки включают 28 тысяч книг. Адрес: Рупниецибас, 10
В советский период библиотека носила официальное название Отдел латышской литературы имени Яниса Мисиньша при Фундаментальной библиотеке Академии наук Латвийской ССР. Сам известный меценат, библиофил и заядлый коллекционер с просветительской жилкой Янис Екабович Мисиньш фактически стоит у истоков этой старейшей публичной библиотеки, которая была основана на хуторском имении «Крацес» в Тирзенской волости в 1885 году — она включала в себя около 500 томов, в основном книг научного содержания. Этот год можно считать началом отсчёта истории этой знаковой для латышской книги библиотеки. В 1892 году библиотечный фонд переносится в Леясциемс, поближе к столице Лифляндской губернии, Риге, а уже в 1906 году окончательно обосновывается в Риге к радости публики, читающей на латышском языке. 
В межвоенный период, когда Латвия существовала как независимое государство, Янис Мисиньш передаёт всю свою объёмную библиотечную коллекцию в ведение Рижской городской управы, которая на тот момент являлась полноправной владелицей будущей Фундаментальной библиотеки. Акт передачи книг состоялся в 1925 году. Всего было передано более 28 тысяч единиц хранения, в числе которых можно назвать собственно книги, а также периодические издания, иллюстративные материалы и различные мелкопечатные издания. В это же время по совместному решению многолетнего куратора книжного наследия Мисиньша и членов Рижской городской управы директором библиотеки (тогда же названной в честь Мисиньша), становится Карлис Эгле, известный также и в советское время историк, переводчик, библиограф и  искренний самоотверженный радетель латышской культуры. Этот важный пост он занимает с 1925 по 1952 год, за этот период он добросовестно возглавлял эту библиотеку, одновременно занимая пост завкафедрой библиоведения в ЛГУ. 
С 1946 года библиотека переходит в ведение Академии наук Латвийской ССР, её фонды присоединяются к фондам одноименной библиотеки, существенно пострадавшей в ходе пожара, вызванного артиллерийским обстрелом города нацистскими вооружёнными формированиями с левобережья Даугавы 29 июня 1941 года. Новое название (Отдел латышской литературы имени Яниса Мисиньша) появляется и закрепляется с 1954 года. Основной задачей этой библиотеки по крайней мере на период Советской Латвии было привлечение, комплектация и сбор печатных материалов самого разного формата и содержания — как периодических изданий, так и книг, прямо или косвенно связанных с Латвией. На 1987 год непрерывно разраставшаяся библиотека Мисиньша насчитывала ровно 446 876 экземпляров. В числе этих единиц хранения значилось 241 794 книг, а также 135 922 периодических издания. На этот же год в фонде редкой книги при библиотеке числилось 20 351 единиц хранения. Следует назвать также 9 159 рукописных образцов, которые хранятся в этом же более закрытом фонде. Также в этом фонде содержится 10 741 книга, а также 549 томов периодических изданий и 242 единицы изобразительных изданий. 
Большую часть этого значимого фонда в рамках Библиотеки Яниса Мисиньша составляют раритетные образцы латышских периодических изданий, публикация которых относится к XVIII веку. Также в составе библиотеки хранилась литература, написанная на латышском языке и отличавшаяся революционным содержанием, которая выходила до 1940 года.Из рукописных экземпляров наибольшую историческую ценность представляют «Книга высокой мудрости», вышедшая в свет в 1774 году. Второй важнейшей реликвией библиотеки является старейшая грамматика латышского языка «Das lettische Grammatik», изданная Готхардом Фридрихом Стендером в 1783 году, более известным в латышской среде как Старый Стендер. Библиотека обладает коллекцией рукописных трудов одного из основателей морского образования в Российской империи Кришьяниса Валдемара. Также библиотечное собрание включает в себя комплект газеты «Циня» - он насчитывает все номера, которые выходили после 1904 года. В библиотеке можно найти экземпляры нелегальных периодических изданий, выходившие в Латвии межвоенного периода. Помимо достаточно обширной коллекции иллюстративных материалов, в фонде библиотеки находятся рукописные издания латышских писателей и деятелей культуры (Яниса Мисиньша, Карлиса Эгле, Эрнеста Бирзниека-Упитиса, Александра Чака, Яниса Яунсудрабиньша, Августа Деглава, Андриса Упитиса, Альфреда Калныньша, Яниса Судрабкалнса и других). 
На базе хранящихся в библиотеке Мисиньша книжных и рукописных коллекций, а также богатой коллекции периодических изданий в период Советской Латвии проводились научно-исследовательские работы, связанные с историей библиографического дела в Латвии.